# Les Sisters
Les Sisters és una sèrie d'animació francesa creada per Christophe Cazenove, basada en el seu còmic Les Sisters, publicat per Bamboo Édition. A França, es va emetre inicialment a 28 d'agost de 2017 a la cadena M6 dins de la programació M6 Kid, produïda per Samka Productions. Es torna a difondre a Teletoon+ des del 12 de març del 2018. A Catalunya es va estrenar al Canal Super 3 el 12 de setembre de 2018. També s'ha emès al SX3. La sèrie s'emet també, a part de França, en altres països com Alemanya (amb el nom de Power Sisters), Brasil (Wendy & Marina) o l'Índia. En català també se n'han editat còmics (Ed. Hachette).
L'argument gira al voltant de dues germanes, la Marina (7 anys) i la Wendy (13 anys). La Marina vol arrossegar a la seva germana en les seves fantasies, però la Wendy només vol ser una adolescent normal. La primera temporada va constar de 52 episodis produïts i emesos entre 2017 i 2018, mentre que els 52 episodis de la segona ho fou entre 2019 i 2020.

## Personatges principals[11]

### Wendy
És la germana gran de la Marina, de 14 anys i, de vegades, escolta música rock. Té un xicot anomenat Maxence, a qui sovint anomena "Maxou" que es coneixen des de la llar d'infants; tot sovint es mostra autoritària amb ell. També és molt propera a la seva germana, les dues noies es barallen molt, però acaben reconciliant-se sempre. És fan del grup de rock "Les Vendalises"; la Wendy té com a rival a la Rachel. Ella és Capricorn. També té una millor amiga, la Samira coneguda com a Sammie.

### Marina
És la germana petita de la Wendy, de 9 anys i mig, és una nena molt trapella tal com es veu en alguns episodis, a qui la seva germana anomena «paparra». Li agraden els peluixos i les disfresses de princesa i odia tenir un xicot perquè ho troba repugnant. De vegades es molesta amb la seva germana i li roba part de la roba, com per exemple: la samarreta signada pel cantant del grup "Les Vandalises". Les seves dues millors amigues són Loulou i Nath. Té una joguina de peluix que mai no deixa que té per nom «Puduk». Ella és Balança.

### Sandrine
La Sandrine és la mare de la Wendy i la Marina. És més aviat estricta amb les seves filles a diferència del seu marit. Sovint entra en rivalitat amb Madame Georgette com en l'episodi Le Nanimal de Loulou. Treballa d'infermera en un hospital. Ella i en William són Peixos.

### William
En William és el pare de la Wendy i la Marina. De vegades es comporta com un nen i sovint utilitza la seva feina com a pretext per divertir-se com a l'episodi Alert Georgette, de vegades té una actitud seriosa com a l'episodi Ah non, pas les vacances. Treballa com a dibuixant de còmics.